# 白俄羅斯第二方面軍
白俄羅斯第二方面軍（俄语：Второй Белорский фронт）是第二次世界大战期间蘇聯紅軍的一支方面軍。
白俄羅斯第二方面軍成立于1944年2月，当时德国人被蘇聯人擊敗，撤退至白俄罗斯。白俄羅斯第二方面軍曾於1945年攻入柏林周邊。1945年6月10日，白俄羅斯第二方面軍被改組為苏军北方集群。